# PackageKit
PackageKit es un paquete gratuito de aplicaciones de software diseñado para proporcionar un front-end coherente y de alto nivel para diferentes sistemas de gestión de paquetes. PackageKit fue creado por Richard Hughes.
La suite es ostensiblemente multiplataforma, a pesar de que está destinada básicamente a las distribuciones de Linux que sigan las normas de interoperabilidad establecidas por el grupo freedesktop.org. Utiliza el software de bibliotecas proporcionada por los proyectos D-Bus y PolicyKit para manejar comunicación entre procesos y negociación de privilegios.

## Historia
PackageKit fue creado por Richard Hughes y fue propuesto por primera vez en una serie de entradas del blog en 2007, y ahora está desarrollado por un pequeño equipo de desarrolladores. Fedora 9 es la primera distribución de Linux que usa PackageKit como interfaz por defecto para YUM.

## Diseño
PackageKit en sí mismo es un demonio de sistema llamado packagekitd. Una biblioteca llamado libpackagekit también permite a otros programas triviales interactuar con PackageKit.
Características:
- Instalación de archivos locales.
- Autenticación utilizando PolicyKit.
- No sustituye a las actuales herramientas de los paquetes.
- Sistema de multi-usuario consciente - no permitirá el apagado del sistema en partes críticas de la operación.
- Un sistema de salidas del demonio cuando no esté en uso.

### Frontends

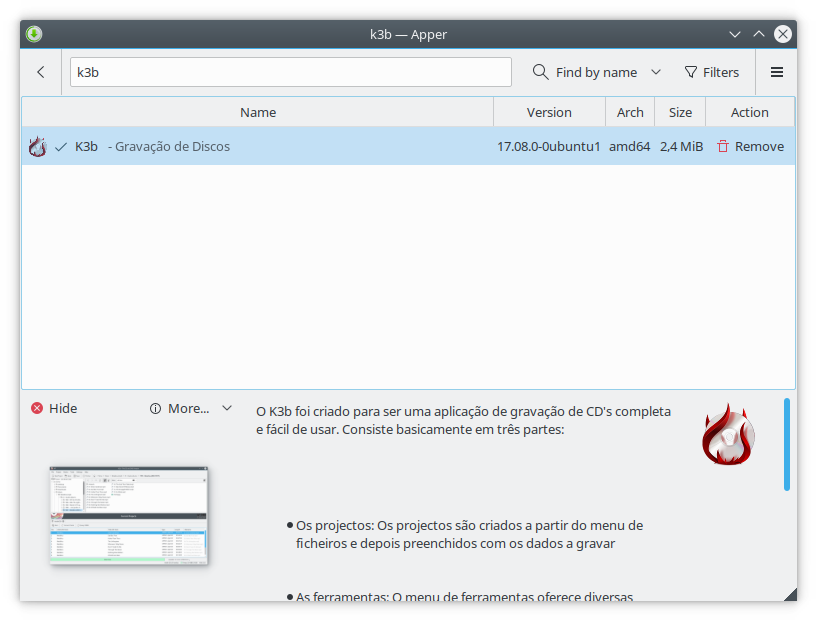
KPackageKit, el frontend para KDE, se integra directamente con los módulos de System Settings.

Actualmente existen tres frontends para PackageKit:
- Gnome-packagekit, para ser utilizado en el escritorio GNOME.
- KPackageKit, para ser utilizado en el escritorio KDE.
- pkcon, para ser utilizado sin entorno gráfico (línea de comandos).

### Backends
Un número de diferentes sistemas de gestión de paquetes (conocidos como backends) soportan los diferentes métodos de administración de paquetes y las señales que se utilizan por el front-end de herramientas. Los Backends soportados incluyen Advanced Packaging Tool, alpm, caja, Conary, opkg, PiSi, poldek, Smart Package Manager, Yellow dog Updater, Modified, y zypper.